# 岩槻春日部バイパス

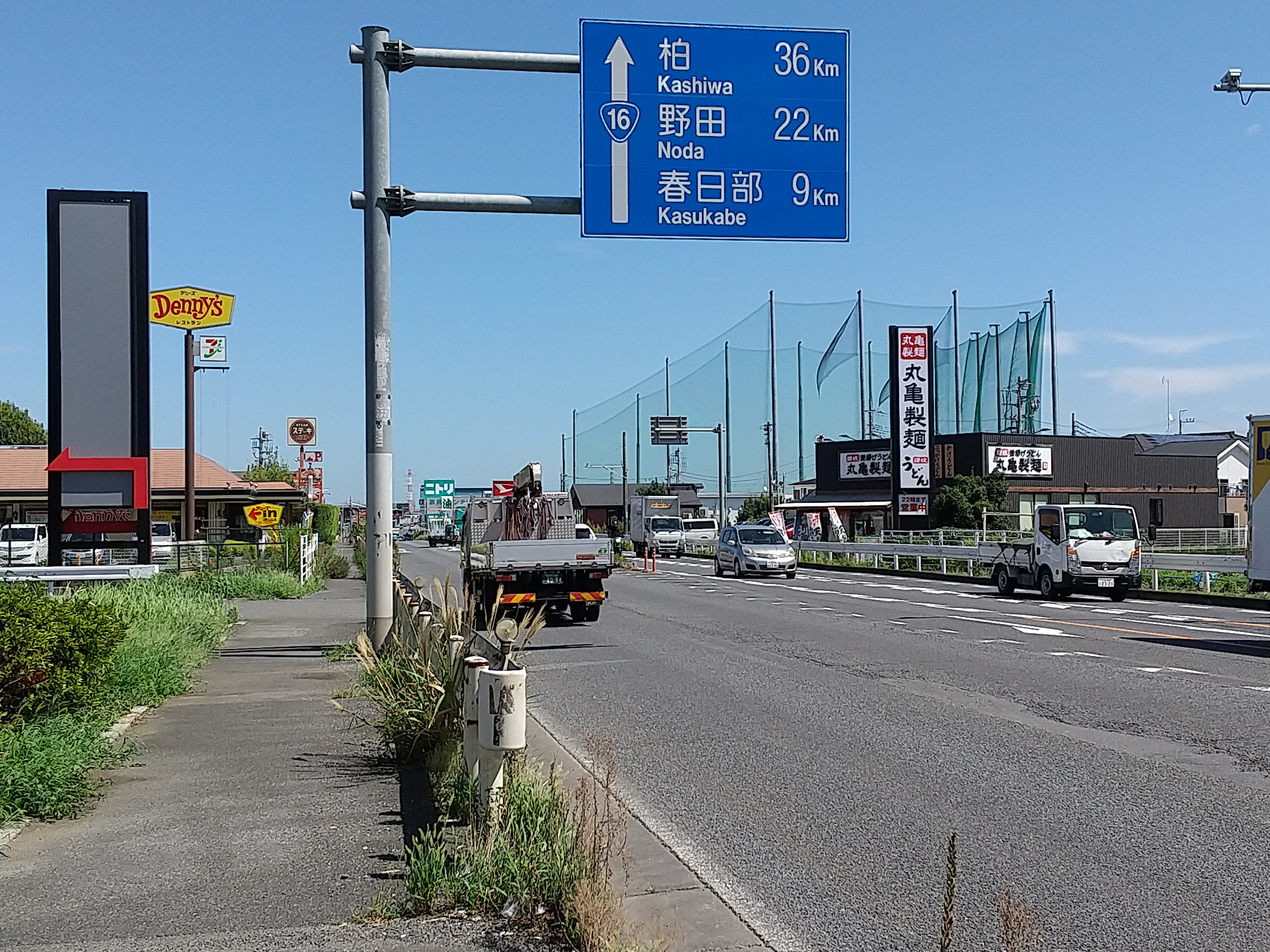
さいたま市岩槻区加倉付近

岩槻春日部バイパス（いわつきかすかべバイパス）は、埼玉県さいたま市見沼区から埼玉県春日部市に至る国道16号のバイパス道路である。

## 歴史
- 1964年（昭和39年） - 工事着手。
- 1967年（昭和42年） - 工事完成。全線4車線供用開始

## 路線状況
全線4車線で、転回禁止と駐停車禁止で規制されている。最高速度は概ね60km/h（法定速度）。
国道122号と交差する加倉南交差点で渋滞しやすいうえに、事故が多発する。国道4号と立体交差で結ぶ小渕交差点は冠水注意箇所に指定されている。

## 地理

### 交差する道路
| 交差する道路                                               | 交差する道路                                               | 交差点名   | 所在地         | 所在地   | 最高速度 (km/h) |
| ---------------------------------------------------------- | ---------------------------------------------------------- | ---------- | -------------- | -------- | --------------- |
| 国道16号 (東大宮バイパス) 池袋・川越方面                   |                                                            |            |                |          |                 |
| 埼玉県道2号さいたま春日部線 （埼玉県道65号さいたま幸手線） | 埼玉県道2号さいたま春日部線 （埼玉県道65号さいたま幸手線） | 宮ヶ谷塔   | さ い た ま 市 | 見沼区   | 法定速度        |
| E4 東北自動車道                                            | E4 東北自動車道                                            | 岩槻IC     | さ い た ま 市 | 岩槻区   | 法定速度        |
| 国道122号                                                  | 国道122号                                                  | 加倉南     | さ い た ま 市 | 岩槻区   | 法定速度        |
| 埼玉県道324号蒲生岩槻線                                    | 埼玉県道48号越谷岩槻線                                     | 東町二丁目 | さ い た ま 市 | 岩槻区   | 法定速度        |
| 埼玉県道80号野田岩槻線                                     |                                                            | 仲町       | さ い た ま 市 | 岩槻区   | 法定速度        |
| 埼玉県道80号野田岩槻線                                     | 埼玉県道80号野田岩槻線                                     | 南平野     | さ い た ま 市 | 岩槻区   | 法定速度        |
| 埼玉県道2号さいたま春日部線                                | 埼玉県道2号さいたま春日部線                                | 南中曽根   | 春日部市       | 春日部市 | 法定速度        |
| 埼玉県道78号春日部菖蒲線                                   |                                                            | 梅田西     | 春日部市       | 春日部市 | 法定速度        |
|                                                            | 埼玉県道85号春日部久喜線                                   | 梅田       | 春日部市       | 春日部市 | 法定速度        |
| 国道4号※側道                                               | 国道4号※側道                                               | 小渕       | 春日部市       | 春日部市 | 法定速度        |
| 国道16号 (春日部野田バイパス)柏・千葉方面                  |                                                            |            |                |          |                 |

### 交差する鉄道と河川
- 綾瀬川（新簀子橋）
- 元荒川（岩槻大橋）
- 東武野田線（東武アーバンパ
ークライン）
- 古隅田川（古隅田橋）
- 東武伊勢崎線（東武スカイツリーライン）
- 大落古利根川（春日部大橋）

### 沿線の施設
| 施設                                                 | 所在地           |
| ---------------------------------------------------- | ---------------- |
| オートバックス 岩槻加倉店                            | さいたま市岩槻区 |
| 喜多方ラーメン 坂内岩槻店                            | さいたま市岩槻区 |
| 岩槻ファミリーゴルフ                                 | さいたま市岩槻区 |
| ニトリ 岩槻店                                        | さいたま市岩槻区 |
| 岩槻郵便局                                           | さいたま市岩槻区 |
| ケーズデンキ 岩槻店                                  | さいたま市岩槻区 |
| ダイソー 岩槻城南店                                  | さいたま市岩槻区 |
| 岩槻高等学校                                         | さいたま市岩槻区 |
| 知楽院                                               | さいたま市岩槻区 |
| スーパービバホーム 岩槻店                            | さいたま市岩槻区 |
| 埼玉運輸支局春日部自動車検査登録事務所               | 春日部市         |
| 島忠 春日部本店                                      | 春日部市         |
| 春日部市消防本部春日部消防署浜川戸分署               | 春日部市         |
| 北春日部駅（東武伊勢崎線〈東武スカイツリーライン〉） | 春日部市         |
| 春日部工業高等学校                                   | 春日部市         |

## 交通量
| 交通調査地点                     | 年度   | 昼間12時間自動車類交通量 | 昼間12時間自動車類交通量 | 昼間12時間自動車類交通量 | 24時間自動車類交通量 | 24時間自動車類交通量 | 24時間自動車類交通量 |
| 交通調査地点                     | 年度   | 小型車                   | 大型車                   | 合計                     | 小型車               | 大型車               | 合計                 |
| -------------------------------- | ------ | ------------------------ | ------------------------ | ------------------------ | -------------------- | -------------------- | -------------------- |
| さいたま市岩槻区城南1丁目1-3付近 | 2021年 | 10,058                   | 4,318                    | 14,376                   | 14,959               | 7,172                | 22,131               |
| 春日部市増戸242-1地先付近        | 2021年 | 9,172                    | 2,624                    | 11,796                   | 13,248               | 13,248               | 18,476               |
| 春日部市浜川戸2丁目12-1地先付近  | 2021年 | 10,142                   | 3,181                    | 13,323                   | 14,035               | 4,966                | 19,001               |

## ギャラリー

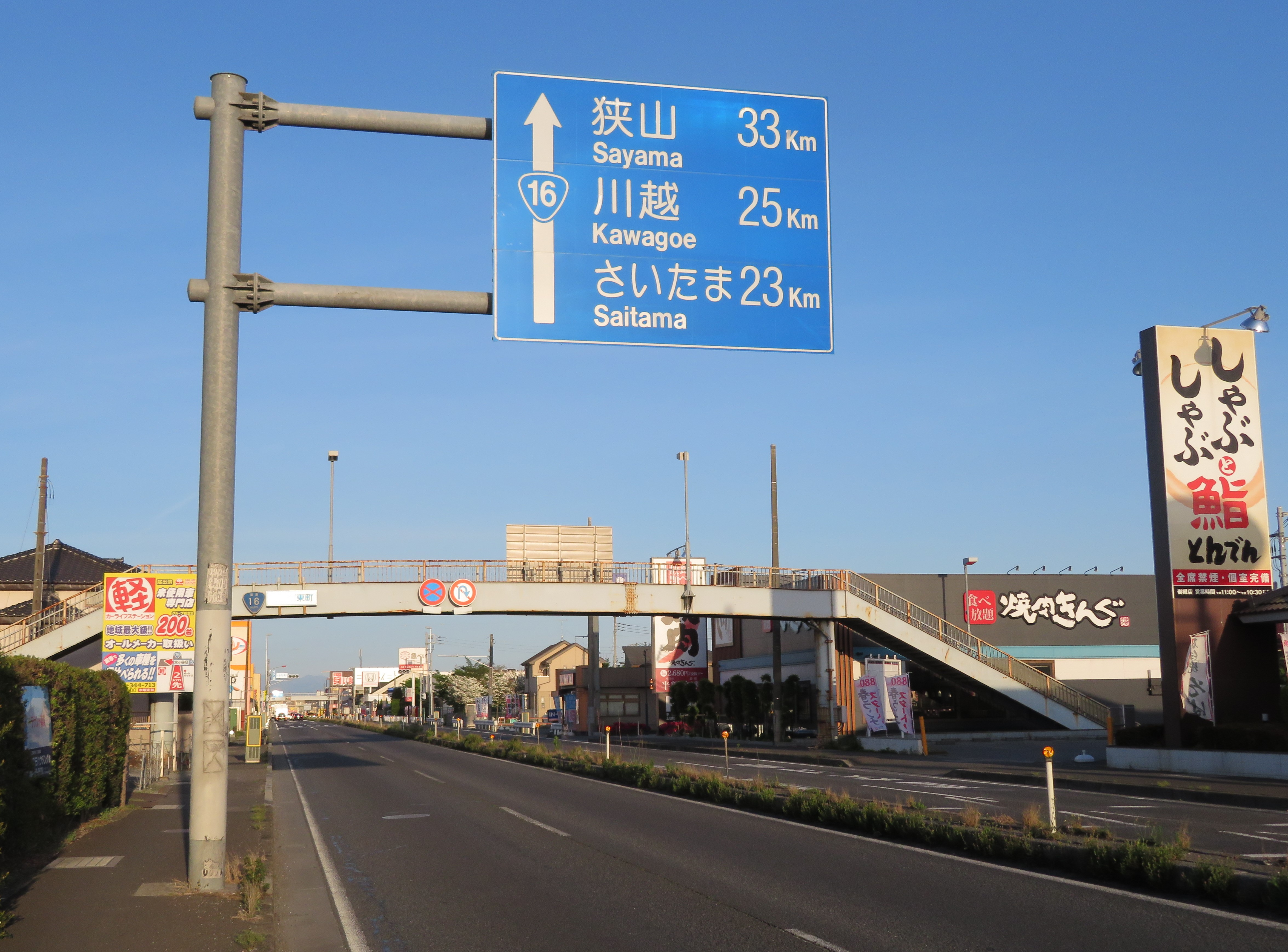
さいたま市岩槻区城南付近にて
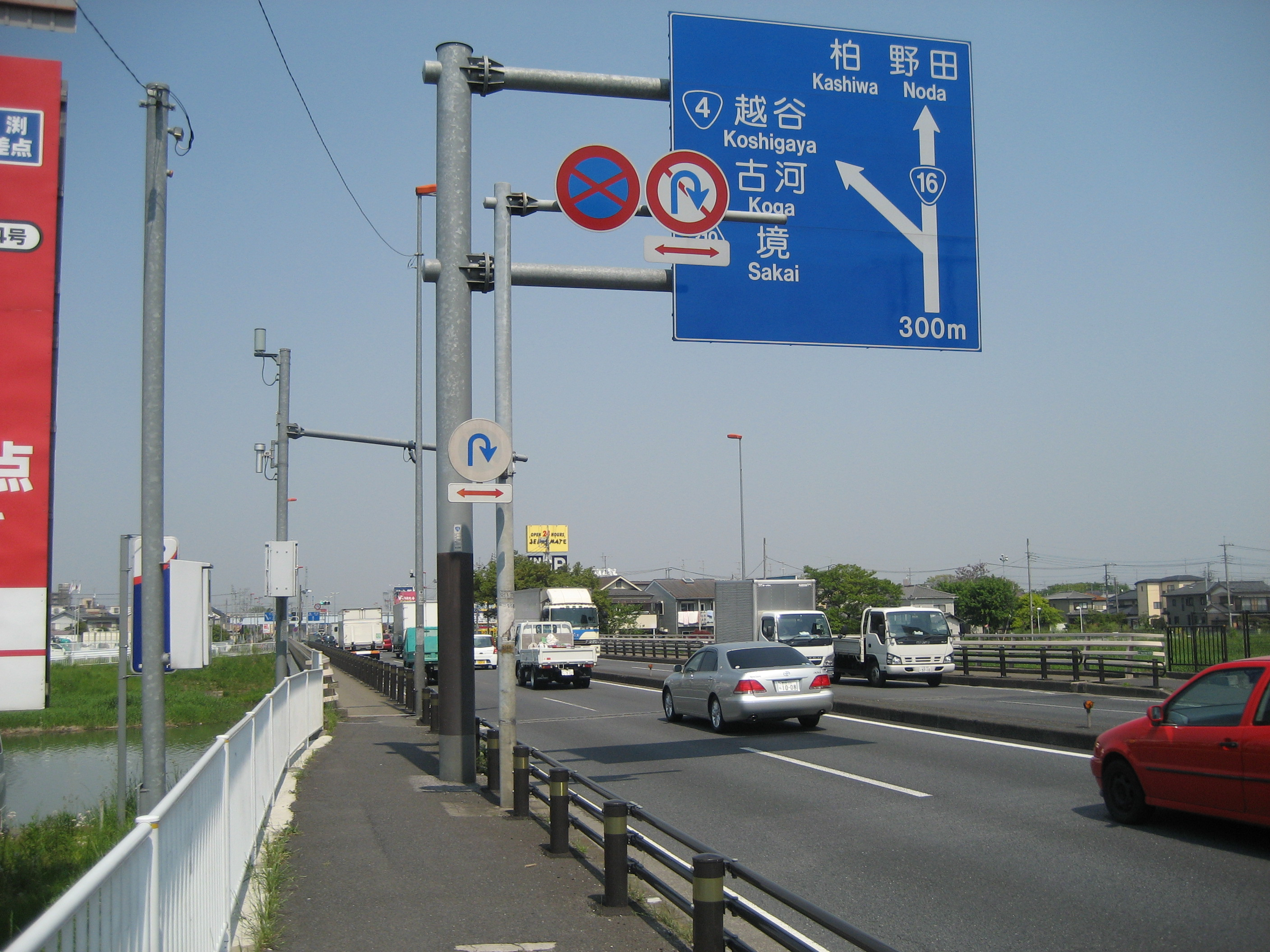
春日部市春日部大橋付近にて

## 接続するバイパスの位置関係
（八王子方面）東大宮バイパス - 岩槻春日部バイパス - 春日部野田バイパス（柏方面）